# Gle Kapai
Gle Kapai är en kulle i Indonesien.   Den ligger i provinsen Aceh, i den västra delen av landet, 1 800 km nordväst om huvudstaden Jakarta. Toppen på Gle Kapai är 76 meter över havet, eller 63 meter över den omgivande terrängen. Bredden vid basen är 0,65 km.
Terrängen runt Gle Kapai är platt västerut, men åt nordost är den kuperad. Havet är nära Gle Kapai åt sydväst.Runt Gle Kapai är det ganska glesbefolkat, med 43 invånare per kvadratkilometer.